# Liste des croiseurs espagnols
Ceci est une liste des croiseurs de la marine espagnole.

## Croiseur protégé
- Classe Isla de Luzón :
  - Isla de Luzon (1886) - Capturé à la bataille de la baie de Manille, 1898
  - Isla de Cuba (1886) - Capturé à la bataille de la baie de Manille, 1898
  - Marques de la Enseñada (1890)
- Classe Reina Regente :
  - Reina Regente (1887) - coulé en 1895
  - Alfonso XIII (1891)
  - Lepanto (1892)
- Rio de la Plata (1898)
- Extremadura (1900)
- Reina Regente (1906)

## Croiseurs de première classe/Croiseur non protégé
- Classe Aragón :
  - Aragon (1879)
  - Navarra (1881)
  - Castilla (1881) - coulé à la bataille de la baie de Manille, 1898
- Classe Reina Cristina/Classe Alfonso XII :
  - Alfonso XII (1887)
  - Reina Cristina (1887) - coulé à la bataille de la baie de Manille, 1898
  - Reina Mercedes(1887)- sabordé à Cuba en 1898, renfloué par l'US navy sert de navire école aux États-Unis
- Classe Velasco :
  - Velasco (1881) - coulé à la bataille de la baie de Manille, 1898
  - Gravina (1881) - 1885
  - Infanta Isabel (1885) - 1910
  - Isabel II (1886) - 1905
  - Cristóbal Colón (en) (1887) - 1895
  - Don Juan de Austria (1887) - coulé à la bataille de la baie de Manille, 1898, renfloué
  - Don Antonio Uloa (1887) - coulé à la bataille de la baie de Manille, 1898
  - Conde del Venadito (1888) - 1905

## Croiseur cuirassé
- Classe Infanta María Teresa :
  - Infanta María Teresa (croiseur) (1890) Escadre de l'amiral Cervera- coulé à la bataille de Santiago de Cuba le 3 juillet 189_,
  - Vizcaya (croiseur) (1891) - Escadre de l'amiral Cervera coulé à la bataille de santigo de Cuba le 3 juillet 1898,
  - Almirante Oquendo (1891) Escadre de l'amiral Cervera- coulé à la Bataille de Santiago de Cuba le 3 juillet 1898,
- Emperador Carlos V (1895)
- Classe Giuseppe Garibaldi (Italie) :
  - Cristóbal Colón (1897) Escadre de l'Amiral Cervera, construit en Italie livré sans son armement principal- sabordé à la Bataille de Santiago de Cuba, 1898
- Classe Cardenal Cisneros :
  - Princesa de Asturias (1896)
  - Cardenal Cisneros (1897) - 1905
  - Cataluña (1900)

## Croiseur léger
- Navarra (ex-Republica, ex-Reina Victoria Eugenia) (1923) récupéré par les nationalistes lors de la prise du Ferrol en 1936 en très mauvais état. Refondu et modernisé avec l'aide d'ingénieurs allemands de 1937 à 1938, utilisé pour bloquer les ports républicains de Méditerranée mais trop lent à peu d'utilité. Démoli en 1956.
- Classe Blas de Lezo :
  - Blas de Lezo (1925) - se brise sur un récif le 11 juillet 1932 au large du Finistère
  - Mendez Nuñez (1924) - converti en croiseur anti-avion[1]
- Classe Almirante Cervera :
  - Almirante Cervera (1928) Capturé par les Nationalistes en 1936, très actifs lors du blocus des ports républicains; en compagnie du Croiseur Lourd Canarias engage les destroyers républicains Ferrandiz et Gravina en septembre 1936 (Le Ferrandiz est coulé, le Gravina fortement endommagé) Aide au transport de 8000 hommes de l'armée d'Afrique du Maroc en Espagne.
  - Galicia (ex-Libertad, ex-Principe Alfonso) (1927)
  - Miguel de Cervantes (1930) reste du côté républicain lors de la guerre d'Espagne, torpillé et endommagé par un sous marin italien non identifié le 23 novembre 1936.

## Croiseur lourd
- Classe Canarias :

Croiseur lourds de la classe des 10 000 tonnes conformes aux traités de désarmement naval de Washington.
La construction fut décidée le 31er mars 1928 en fonction du programme naval de 1926.
Mis en chantier à El Ferrol, le Baleares est lancé le 20 avril 1932, le Canarias le 28 mai 1931.
Construit selon des plans modifiés de croiseurs lourds britanniques de la classe Kent de l'ingénieur Phillip Watts.
Ils étaient d'apparence très puissants mais assez fragiles compte tenu des frais de fabrication.
Des compartiments externes devaient les protéger des torpillages.
Rapides, 33 nœuds, avec des machines de 90 000 ch, ils devaient être à l'origine armés de 4 tourelles doubles de 203 mm, de 8 canons de 120 AA en affût simple, 4 pièces de 12,5 mm AA, 12 tubes lance-torpilles de 533 mm.
Ceci en théorie, car compte tenu des événements consécutifs à la guerre d'Espagne ils seront mis en service avant d'être terminés et seront complétés entre chaque mission de combat.
Le Canarias fut équipé avec des pièces de 102 mm et 2 de 57 mm AA récupérés sur le vieux cuirassé España qui était lui aussi aux mains des nationalistes.
On installera en urgence une direction de tir improvisée.
En février 1937, les pièces de 102 mm seront remplacées par des pièces de 120 AA prévues, 4 pièces de 40 mm AA et 7 de 37 AA de conception allemande rajoutées.
Le Baleares quant à lui n'était pas encore équipé de sa tourelle de 203 mm arrière, il fit une partie des opérations de combat avec 3 tourelles au lieu de 4. La 4e tourelle sera mise en place en juin 1937. Le Baleares était équipé pour l'armement secondaire avec un panachage de canons de 120 mm pour tir de surface, de 100 mm AA italiens, et de canons de 40 mm AA.
Il sera coulé dans la nuit du 6 mars 1938 à la bataille du cap de Palos après une attaque des contre-torpilleurs républicains Sánchez Barcaiztegui, Lepanto et Almirante Antequera qui réussiront à le torpiller. Les torpilles firent sauter les soutes avant.
L'équipage de ces bâtiments s'élevaient à 780 hommes en configuration standard (sans état major général), mais il transportait ce jour-là 1 223 hommes.
- - Canarias (1936)
  - Baleares (1936) - coulé à la bataille du cap de Palos, 1938

Le 5 mars 1938 une flotte républicaine espagnole composée des croiseurs Libertad et Mendez Nunez et escortée des contre torpilleurs Sanchez Barceztegui, Almirante Antequera et Lepanto repérèrent autour de minuit une formation nationaliste composée des croiseurs Baleares, Canarias et Almirante Cervera dirigée par l'amiral de Vierna qui croisait devant Carthagène. Par chance pour les Républicains, et contrairement à leurs habitudes, les forces nationalistes n'étaient pas accompagnées de torpilleurs italiens ou allemands qui profitaient de la convention internationale de non-intervention pour naviguer de concert avec bâtiments nationalistes afin de gêner toute action républicaine.
Les unités républicaines ne furent pas aperçues par les croiseurs Nationalistes. Le Libertad et le Mendez Nunez ouvrirent le feu, semant la confusion chez leurs adversaires.
Les contre-torpilleurs lancèrent chacun une gerbe de 12 torpilles avant de se replier à grande vitesse. Touché dans une soute à munition le Baleares explosa.
Aucun des navires nationalistes ne se porta à son secours.
Ce furent les bâtiments britanniques du dispositif de contrôle de non-intervention, le Kempenfelt et le Boreas qui purent sauver 400 des hommes d'équipage du Baléares pour les remettre au Canarias au petit jour. Lors du transbordement des rescapés, ces bâtiments subirent une attaque de l'aviation républicaine qui fit une victime Britannique.